# Адольф Фогль
Адольф Фогль (нім. Adolf Vogl, 4 травня 1910, Відень — 9 квітня 1993) — австрійський футболіст, що грав на позиції лівого крайнього нападника. Відомий виступами у складі клубу «Адміра», а також національної збірної Австрії. Чотириразовий чемпіон Австрії, дворазовий володар кубка Австрії. Гравець основи вундертіму.

## Клубна кар'єра
У першій команді «Адміри» почав грати у сезоні 1928–1929. В першому своєму сезоні здобув «срібло» чемпіонату, як і в двох наступних. Хоча в цей період ще не мав твердого місця в основі клубу.
Стабільно заграв на позиції лівого крайнього нападника в 1931 році і одразу отримав виклик у збірну. Адольф ідеально зігрався з лідером «Адміри» і її найкращим бомбардиром Антоном Шаллем. Відзначався високою швидкістю і елегантною грою. В 1932 році «Адміра» зробила «дубль» — перемогла і в чемпіонаті країни, і в кубку. В національній першості клуб на 2 очка випередив «Вієнну». Фогль у 22 матчах турніру забив 7 голів. У фіналі кубку був переможений «Вінер АК» з рахунком 6:1, а Адольф став автором одного з голів. У кубку Мітропи 1932 «Адміра» поступилась за сумою двох матчів чеській «Славії» (0:3, 1:0).
У 1934 році разом з командою знову здобув ще один титул чемпіона Австрії. Зіграв у сезоні 16 матчів, у яких забив 12 голів. Основна п'ятірка нападників клубу в тому сезоні виглядала так: Леопольд Фогль — Вільгельм Ганеманн — Карл Штойбер — Антон Шалль — Адольф Фогль. «Адміра» на два очка випередила «Рапід». Ці ж команди зійшлися у фіналі національного кубку, у якому клуб Фогля здобув розгромну перемогу з рахунком 8:0. На рахунку Адольфа 2 голи у фіналі, а загалом у тому розіграші кубка він у п'яти матчах забив дев'ять голів.
Того ж 1934 року «Адміра» дійшла до фіналу кубка Мітропи. У першому раунді австрійський клуб переміг італійський «Наполі» (0:0, 2:2, 5:0), у чвертьфіналі — празьку «Спарту» (4:0, 2:3), у півфіналі — туринський «Ювентус» (3:1, 1:2). У фіналу «Адміра» зустрілась зі ще одним італійським клубом — «Болоньєю». У першому матчі команді вдалося переломити гру і здобути вольову перемогу з рахунком 3:2. У матчі-відповіді «Адміра» поступилась з рахунком 1:5. Фогль зіграв в усіх дев'яти матчах турніру, і у семи з них забивав голи, серед яких і обидва фінальних поєдинки.
У сезоні 1934/35 «Адміра» стала другою у чемпіонаті, а два наступних розіграші — виграла. У 1936 році клуб випередив найближчого переслідувача «Вієнну» на 5 очок. Фогль забив 14 голів у 19 матчах турніру. У кубку Мітропи 1936 клуб несподівано вилетів від скромного чеського клубу «Простейов». В першому матчі вдома «Адміра» сенсаційно програла 0:4. У матчів-відповіді віденці вели 2:0 і 3:1, але у підсумку виграла лише з рахунком 3:2, завершивши гру вшістьох. Угорський арбітр Гертца вилучив у першому таймі одного гравця «Простейова», а у другій половині одразу п'ятьох австрійців, хоча й не закінчив гру достроково, як цього вимагав регламент.
У чемпіонаті Австрії 1937 року боротьба «Адміри» з «Аустрією» йшла до кінця чемпіонату. На свою останню гру з «Рапідом» «Адміра» йшла з відставанням на 1 очко від конкурента, що вже зіграв усі матчі. Нічийний рахунок 3:3 приніс «Адмірі» чемпіонство за додатковими показниками. На рахунку Фогля 14 голів у 21 матчі чемпіонату. «Аустрія» ж взяла реванш у кубку, де перемогла «Адміру» у чвертьфіналі і згодом здобула трофей. У кубку Мітропи 1937 клуб зупинився у чвертьфіналі, знову показавши себе не з найкращої сторони. Перша гра з італійською командою «Дженоа» принесла нічию 2:2, але сам матч вийшов дуже грубим з обох сторін. На шляху з Відня до Генуї між гравцями виникла бійка. Одному з італійців зламали щелепу. Начальник поліції Генуї заявив, що не може гарантувати безпеку учасників матчу-відповіді і поєдинок було відмінено. Комітет кубка у підсумку вирішив зняти зі змагань обидві команди.
Чемпіонат 1937/38 року Фогль розпочав у складі «Адміри», але згодом перейшов до французького «Ексельсіор» (Рубе). У 1938 році повернувся до Австрії в команду «Вінер АК».

## Виступи за збірну
У складі збірної Австрії дебютував у знаменитому поєдинку зі збірною Шотландії, у якому австрійці здивували всю футбольну Європу розгромною перемогою з рахунком 5:0. Адольф забив один з голів, також відзначались Карл Цишек (двічі), Маттіас Сінделар і Антон Шалль. Через дев'ять днів збірна Австрії вчинила ще один розгром, цього разу у Берліні збірній Німеччини — 6:0, а Адольф знову відзначився забитим голом. Саме після цієї гри у німецькій пресі з'явилось прізвисько «Вундертім» (нім. Wunderteam — Диво-команда), яке надовго закріпилось за командою. Протягом 1931—1933 років вундертім виграв Кубок Центральної Європи, а також здобув багато перемог у товариських матчах. Серед них великі звитяги над Німеччиною (5:0), Угорщиною (8:2), Бельгією (6:1) і Францією (4:0). Фогль був важливою частиною цієї команди, що вважалась головним фаворитом перед чемпіонатом світу 1934 року. Але до заявки своєї команди на Мундіаль Адольф не потрапив, поступившись місцем у основі Рудольфу Фіртлю.
Загалом у складі головної команди країни він зіграв у 1931—1936 роках 20 матчів і забив 6 голів.
Також виступав у збірній Відня. Дебютував у міжнародних матчах у 1931 році у поєдинку проти збірної Праги (5:2). В наступному своєму матчі у 1932 році відзначився чотирма голами у воротах збірної Парижу (5:1). Наступного року знову забив у ворота збірної Парижу (4:1), а ще один матч зіграв у 1935 році проти Братислави (6:2).

## Кар'єра тренера
Фогль працював тренером у багатьох маловідомих клубах Австрії і Німеччини. У 1950 році разом з родиною переїхав до Швеції. Так продовжив тренерську кар'єру. Працював з клубами «Ельфсборг», «Гельсінгборг», «Сельвесборг» і «М'єльбю». 

## Статистика

### Статистика виступів за збірну
| Дата       | Місто     | Господарі      | Результат | Гості          | Турнір                             | Голи | Примітки |
| ---------- | --------- | -------------- | --------- | -------------- | ---------------------------------- | ---- | -------- |
| 16/05/1931 | Відень    | Австрія        | 5 – 0     | Шотландія      | товариський матч                   | 1    |          |
| 24/05/1931 | Берлін    | Німеччина      | 0 – 6     | Австрія        | товариський матч                   | 1    |          |
| 16/06/1931 | Відень    | Австрія        | 2 – 0     | Швейцарія      | товариський матч                   | -    |          |
| 13/09/1931 | Відень    | Австрія        | 5 – 0     | Німеччина      | товариський матч                   | -    |          |
| 04/10/1931 | Будапешт  | Угорщина       | 2 – 2     | Австрія        | Кубок Центральної Європи 1931—1932 | -    |          |
| 29/11/1931 | Базель    | Швейцарія      | 1 – 8     | Австрія        | Кубок Центральної Європи 1931—1932 | 1    |          |
| 20/03/1932 | Відень    | Австрія        | 2 – 1     | Італія         | Кубок Центральної Європи 1931—1932 | -    |          |
| 24/04/1932 | Відень    | Австрія        | 8 – 2     | Угорщина       | товариський матч                   | -    |          |
| 22/05/1932 | Прага     | Чехословаччина | 1 – 1     | Австрія        | Кубок Центральної Європи 1931—1932 | -    |          |
| 17/07/1932 | Стокгольм | Швеція         | 3 – 4     | Австрія        | товариський матч                   | 1    |          |
| 7/12/1932  | Лондон    | Англія         | 4 – 3     | Австрія        | товариський матч                   | -    |          |
| 11/12/1932 | Брюссель  | Бельгія        | 1 – 6     | Австрія        | товариський матч                   | -    |          |
| 12/02/1933 | Париж     | Франція        | 0 – 4     | Австрія        | товариський матч                   | 1    |          |
| 09/04/1933 | Відень    | Австрія        | 1 – 2     | Чехословаччина | товариський матч                   | -    |          |
| 23/09/1934 | Відень    | Австрія        | 2 – 2     | Чехословаччина | Кубок Центральної Європи 1933—1935 | 1    |          |
| 12/05/1935 | Будапешт  | Угорщина       | 6 – 3     | Австрія        | Кубок Центральної Європи 1933—1935 | -    |          |
| 6/10/1935  | Відень    | Австрія        | 4 – 4     | Угорщина       | Кубок Центральної Європи 1933—1935 | -    |          |
| 19/01/1936 | Мадрид    | Іспанія        | 4 – 5     | Австрія        | товариський матч                   | -    | 30'      |
| 26/01/1936 | Порту     | Португалія     | 2 – 3     | Австрія        | товариський матч                   | -    | 43'      |
| 22/03/1936 | Відень    | Австрія        | 1 – 1     | Чехословаччина | Кубок Центральної Європи 1936—1938 | -    |          |
| Усього     |           | Матчів         | 20        |                | Голів                              | 6    |          |

### Статистика клубних виступів
| Клуб            | Сезон   | Ліга  | Ліга | Кубок | Кубок | Кубок Мітропи | Кубок Мітропи | Всього | Всього |
| Клуб            | Сезон   | Матчі | Голи | Матчі | Голи  | Матчі         | Голи          | Матчі  | Голи   |
| --------------- | ------- | ----- | ---- | ----- | ----- | ------------- | ------------- | ------ | ------ |
| Адміра (Відень) | 1928/29 | 2     | 3    | 0     | 0     | 0             | 0             | 2      | 3      |
| Адміра (Відень) | 1929/30 | 3     | 0    | 0     | 0     | -             | -             | 3      | 0      |
| Адміра (Відень) | 1930/31 | 9     | 6    | 3     | 2     | -             | -             | 12     | 8      |
| Адміра (Відень) | 1931/32 | 22    | 7    | 5     | 4     | -             | -             | 27     | 11     |
| Адміра (Відень) | 1932/33 | 8     | 2    | 2     | 2     | 2             | 0             | 12     | 4      |
| Адміра (Відень) | 1933/34 | 16    | 12   | 5     | 9     | -             | -             | 21     | 21     |
| Адміра (Відень) | 1934/35 | 22    | 10   | 2     | 2     | 9             | 7             | 33     | 19     |
| Адміра (Відень) | 1935/36 | 19    | 14   | 2     | 0     | 2             | 0             | 23     | 14     |
| Адміра (Відень) | 1936/37 | 21    | 14   | 3     | 1     | 2             | 0             | 26     | 15     |
| Адміра (Відень) | 1937/38 | 5     | 0    | 0     | 0     | 4             | 0             | 9      | 0      |
| Адміра (Відень) | Всього  | 127   | 68   | 22    | 20    | 19            | 7             | 168    | 95     |

### Статистика виступів у кубку Мітропи
| №                      | Розіграш               | Стадія                 | Дата та місце проведення | Команда 1              | Рахунок | Команда 2           | Голи       |
| ---------------------- | ---------------------- | ---------------------- | ------------------------ | ---------------------- | ------- | ------------------- | ---------- |
| 1                      | 1932                   | 1/4                    | 18.06.1932 Прага         | Славія (Прага)         | 3:0     | Адміра (Відень)     |            |
| 2                      | 1932                   | 1/4                    | 26.06.1932 Відень        | Адміра (Відень)        | 1:0     | Славія (Прага)      |            |
| 3                      | 1934                   | 1/8                    | 17.06.1934 Відень        | Адміра (Відень)        | 0:0     | Наполі              |            |
| 4                      | 1934                   | 1/8                    | 24.06.1934 Неаполь       | Наполі                 | 2:2     | Адміра (Відень)     | 75'        |
| 5                      | 1934                   | 1/8 перегр.            | 1.07.1934 Цюрих          | Адміра (Відень)        | 5:0     | Наполі              | 1'         |
| 6                      | 1934                   | 1/4                    | 18.07.1934 Відень        | Адміра (Відень)        | 4:0     | Спарта (Прага)      | 68'        |
| 7                      | 1934                   | 1/4                    | 22.07.1934 Прага         | Спарта (Прага)         | 3:2     | Адміра (Відень)     |            |
| 8                      | 1934                   | 1/2                    | 25.07.1934 Відень        | Адміра (Відень)        | 3:1     | Ювентус (Турин)     | 13'        |
| 9                      | 1934                   | 1/2                    | 29.07.1934 Турин         | Ювентус (Турин)        | 2:1     | Адміра (Відень)     | 43'        |
| 10                     | 1934                   | Фінал                  | 5.09.1934 Відень         | Адміра (Відень)        | 3:2     | Болонья             | 56'        |
| 11                     | 1934                   | Фінал                  | 9.09.1934 Болонья        | Болонья                | 5:1     | Адміра (Відень)     | 32' (пен.) |
| 12                     | 1935                   | 1/8                    | 16.06.1935 Відень        | Адміра (Відень)        | 3:2     | Хунгарія (Будапешт) |            |
| 13                     | 1935                   | 1/8                    | 23.06.1935 Будапешт      | Хунгарія (Будапешт)    | 7:1     | Адміра (Відень)     |            |
| 14                     | 1936                   | 1/8                    | 21.06.1936 Відень        | Адміра (Відень)        | 0:4     | Простейов           |            |
| 15                     | 1936                   | 1/8                    | 28.06.1936 Прага         | Простейов              | 2:3     | Адміра (Відень)     |            |
| 16                     | 1937                   | 1/8                    | 13.06.1937 Відень        | Адміра (Відень)        | 1:1     | Спарта (Прага)      |            |
| 17                     | 1937                   | 1/8                    | 25.06.1937 Прага         | Спарта (Прага)         | 2:2     | Адміра (Відень)     |            |
| 18                     | 1937                   | 1/8 перегр.            | 29.06.1937 Будапешт      | Спарта (Прага)         | 0:2     | Адміра (Відень)     |            |
| 19                     | 1937                   | 1/4                    | 4.06.1937 Відень         | Адміра (Відень)        | 2:2     | Дженова 1893        |            |
| Всього у кубку Мітропи | Всього у кубку Мітропи | Всього у кубку Мітропи | Всього у кубку Мітропи   | Всього у кубку Мітропи | 19      |                     | 7          |

## Досягнення
- Чемпіон Австрії (4): 1932, 1934, 1936, 1937
- Срібний призер чемпіонату Австрії (4): 1929, 1930, 1931, 1935
- Володар кубка Австрії (2): 1932, 1934
- Фіналіст кубка Мітропи (1): 1934
- Володар кубка Центральної Європи (1): 1931–1932